# Editus
Éditus es un grupo costarricense con más de 20 años de experiencia en la escena de la música. Éditus une el jazz moderno y tradicional, la música new age, clásica, y progresiva, sonidos auténticos latinoamericanos, efectos técnicos e investigación académica en una sola expresión artística. En Éditus, cada músico marca las composiciones del grupo con su propia personalidad creativa.
Éditus llamó rápidamente la atención de los críticos internacionales por la calidad de sus interpretaciones y los premios ganados. En el 2000, Rubén Blades (cantante/compositor panameño) y Éditus recibieron el Grammy para la "Mejor Interpretación de Pop Latino del Año" para el tema “Tiempos”. Después, en el 2003, Rubén Blades y Éditus ganaron otros dos Grammys en las categorías "Mejor Disco de Música Mundial" y "Mejor Disco Contemporáneo Tropical" para el disco “Mundo”.

## Integrantes

### Ricardo Ramírez
Toca el violín. Nacido el 11 de noviembre de 1967 en San José (Costa Rica). Graduado en música de la Universidad de Costa Rica en 1990. Ha recibido clases magistrales con Alexander Schneider, Jaime Laredo, Dylana Jenson, León Ara, Andrés Cárdenas, el New World String Quartet, Rubén González y Ángel Reyes. Actualmente forma parte del trío de cuerdas Akustic Ensamble junto a sus hermanos, además del Trío Ménage à Trois junto a los líderes de la Banda Suite Doble: Marta Fonseca y Bernal Villegas. Ha participado en grabaciones de artistas y grupos costarricenses tales como: Inconsciente Colectivo, Gandhi", Bernardo Quesada, María Pretiz, Patricio Torres, Duvalier Quirós, Cantoamérica, Arnoldo Castillo. Internacionalmente ha grabado en producciones de: Son Miserables (de Panamá), el grupo Congreso (de Chile) y Álvaro Aguilar (cantante de Alux Nahual, de Guatemala), con quien también ha realizado giras.
Acerca de su trayectoria musical
- 1983-1988: Concertino de la Orquesta Sinfónica Juvenil de Costa Rica. Ganador del concurso "Jóvenes Solistas" (1983) . Gana también uno de los seis puestos del concurso de becas de la OEA para participar en la Orquesta Sinfónica Juvenil Mundial en Interlochen, Míchigan.
- 1989: solista con la Orquesta Sinfónica Nacional de Costa Rica (OSN) y con la Camerata Latinoamericana en 1983, 1987, 1995. Con la OSN realizó giras a Estados Unidos, Europa, Centroamérica y el Cono Sur.

### Edín Solís
Toca la guitarra. Nacido en Zarcero (cantón de Alajuela, Costa Rica), el 22 de noviembre de 1963. Graduado en guitarra clásica del Conservatorio de la Universidad de Costa Rica. Ha participado en cursos de guitarra impartidos por los maestros argentinos Jorge Cardoso y Miguel A. Girolet, el español Demetrio Ballesteros, Francisco Ortiz de Francia y el guitarrista flamenco Víctor Monge (Serranito). En 1991, ganó el Concurso Nacional de Guitarra y realizó una gira de conciertos por España, Francia y Alemania, donde participó en cursos de perfecccionamiento. Junto al Grupo Éditus, desarrolla su lenguaje como guitarrista. Compone un total de siete obras. Además, figura como arreglista en cuatro temas del disco "Tiempos" y tres del disco “Mundo”, ambas producciones de Rubén Blades.
Acerca de su trayectoria musical
- 1985-1990: Guitarrista de Cantoamérica, una agrupación que interpreta música popular afrocaribeña. Con Cantoamérica, Edín Solís realizó giras a Estados Unidos y Guatemala.
- 1991: Gira a Europa como solista. Ofreció conciertos en la sede de la Unesco en París, Francia, Santiago de Compostela en España y las ciudades alemanas de Bonn y Colonia.

### Carlos Vargas
Encargado de la percusión. Nacido el 22 de enero de 1971 en San José (Costa Rica). Graduado del Conservatorio Castella en 1987. Estudió en el programa juvenil de la Orquesta Sinfónica Nacional con Bismark Fernández. Ha recibido clases maestras con el percusionista Giovanny Hidalgo. Ha sido integrante de la Orquesta Sinfónica Juvenil y la Orquesta Sinfónica Nacional de Costa Rica. Ha acompañado a músicos como Paquito D'Rivera y Víctor Monge (Serranito), Abraham Laboriel, Álvaro López, Justo Almario, Diego Urcola. En Costa Rica ha sido parte de Marfil, Gaviota y Amarillo, Cian y Magenta. Fue miembro de Cantoamérica, grupo que interpretaba música popular afrocaribeña. Con ellos realizó giras por Estados Unidos, Centroamérica y el Cono Sur. También fue integrante del grupo Probus Ensamble y actualmente es el percusionista de Malpaís, Kool Jazz y del Sexteto de Jazz Latino. Como músico de estudio, ha trabajado en sesiones con la mayoría de grupos de Costa Rica y participado en la realización de la música para gran cantidad de películas y documentales.

## Historia y Música
En Éditus, cada integrante deja plasmada su personalidad creadora en sus composiciones ya que transmiten en sus temas su pasión por el arte, vivencias y sentimientos que calan hondo en el espíritu libre y vivo que se esconde en cada uno de nosotros. Este grupo debe su nombre a un vocablo latín que significa "elevado y sublime". Éditus nace en 1990 cuando Ricardo Ramírez y Edín Solís unen sus talentos en un ensamble. En ese entonces interpretaba un repertorio definido por música clásica y latinoamericana, con algunos matices provenientes del jazz y el new age. La incorporación de Carlos "Tapado" Vargas —tres años más tarde— permitió definir el perfil del grupo.
Su trabajo musical nace y crece al explorar géneros como el jazz, el new age, la música clásica y los sonidos autóctonos de América Latina. Un encuentro entre lo moderno y lo tradicional; lo tecnológico y lo académico mano a mano con la expresión que emana del alma del artista.
Éditus no es solamente un embajador musical de Costa Rica, es un mensajero latinoamericano al resto del mundo. Es uno de los puentes, en los transitados caminos de la americanidad, que permite el paso fluido y armonioso entre las nacionalidades y sus tendencias, sus lenguajes y sus propuestas. Las texturas del jazz, el folclore, la música Clásica, el pop, el new age o ritmos afro caribeños, han delineado la ruta por donde los tres integrantes de Éditus y sus amigos colaboradores avanzaron a lo largo de estos años.
Éditus viajó a más de 30 países en América del Norte, Europa y América Latina, con conciertos en lugares como el Carnegie Hall y Las Naciones Unidas en Nueva York, el Centro John F. Kennedy para las Artes Escénicas en Washington D. C., el Olimpia en París, el Concertgebouw en Ámsterdam, el Montreux Jazz Festival en Suiza, Monterrey Jazz Festival y Playboy Jazz Festival en los Estados Unidos, así como el Auditorio Nacional y la Plaza del Zócalo en la Ciudad de México. Éditus ha compartido el escenario con más de 40 artistas muy reconocidos, entre ellos: Rubén Blades, León Gieco, Pedro Aznar, Danilo Pérez, Boca Livre, Daniela Mercury, Eric Rigler, Aterciopelados, y Armando Manzanero.
Durante sus estadías en los Estados Unidos, Éditus ha tenido la oportunidad de dar conciertos así como cursos (ritmos y géneros costarricenses y latinoamericanos) en las siguientes universidades:
- Berklee College of Music, Boston MA.
- University of Massachusetts, Amherst and Boston.
- Bowling Green University, Ohio
- Milwaukee Área Technical College, Milwaukee
- University of Wisconsin, Madison
- Fairfield University, CT
- Lehman College, Bronx N.Y.
- University of Florida, Gainsville Florida
- Florida State University, Tallahassee Florida
- Northeastern University, Boston MA.

## Discografía
Éditus ha grabado 10 producciones hasta la fecha
- 1994: Ilusiones
- 1995: Siempre, Vol 1
- 1996: Inéditus
- 1997: Dibujando memorias
- 1998: Calle del Viento
- 2001: De cada uno
- 2002: Mundo
- 2003: Siempre, Vol 2
- 2004: Lo más new age
- 2005: Éditus clásico
- 2008: 360